# Cytisus eriocarpus
Cytisus eriocarpus är en ärtväxtart som beskrevs av Pierre Edmond Boissier. Cytisus eriocarpus ingår i släktet kvastginster, och familjen ärtväxter. Inga underarter finns listade i Catalogue of Life.